# Bitschhoffen
Bitschhoffen je občina v departmaju Bas-Rhin francoske regije Alzacija.
Leta 2009 je v občini živelo 477 oseb oz. 188 oseb/km².